# Anisophyllea cabole
Anisophyllea cabole är en tvåhjärtbladig växtart som beskrevs av Julio Augusto Henriques. Anisophyllea cabole ingår i släktet Anisophyllea och familjen Anisophylleaceae. Inga underarter finns listade i Catalogue of Life.